# Ging Gang Goolie
Ging Gang Goolie é uma canção tradicional de algaraviada, muito popular entre os escoteiros.

## Letra em inglês
Ging gang, goolie goolie goolie goolie watcha / Ging gang goo, Ging gang goo
Ging gang, goolie goolie goolie goolie watcha / Ging gang goo, Ging gang goo
Heyla, heyla sheyla / Heyla sheyla / Heyla, ho!
Heyla, heyla sheyla / Heyla sheyla / Heyla, ho!
Shallawalla, shallawalla! / Shallawalla, shallawalla!
Oompah-oompah! / Oompah-oompah!

## Letra "brasileira"
Gin gan, goolie goolie goolie goolie wótcha / Ging gang gu, Ging gang gu
Gin gan, goolie goolie goolie goolie wótcha / Ging gang gu, Ging gang gu
Heyla, heyla sheyla / Heyla sheyla / Heyla, o!
Heyla, heyla sheyla / Heyla sheyla / Heyla, o!
Shellawalla, shellawalla! / Shellawalla, shellawalla!
Umpa-Umpa! / Umpa-Umpa!